# Michael S. Regan
Pour les articles homonymes, voir Regan.
Michael Stanley Regan (ou Michael Regan), né le 6 août 1976 à Goldsboro (Caroline du Nord), est un expert en environnement, administrateur de l'Agence de protection de l’environnement (EPA) des États-Unis entre 2021 et 2025 sous la présidence de Joe Biden. Il doit notamment piloter la mise en œuvre de l’action de l’administration Biden sur les questions de dérèglement climatique (ce poste équivaudrait à celui de ministre de l'Environnement en France).

## Enfance, éducation
Michael S. Regan, d’origine afro-américaine est né à Goldsboro, en Caroline du Nord. 
Il a fréquenté la North Carolina A&T State University, où il a obtenu un baccalauréat ès sciences, en sciences de la terre et de l'environnement. 
Il a ensuite étudié à l'université George-Washington, à Washington D.C., où il a reçu une maîtrise en administration publique.

## Carrière

### Débuts à l’EPA (1998-2008)
Michael S. Regan a commencé sa carrière comme régulateur environnemental pour Agence de protection de l’environnement (EPA), dans le programme pour la qualité de l’air. Il y a travaillé plus de neuf ans, sous l’administration Clinton, puis l'administration Bush, de 1998 à 2008.

### Activités à l’ONGE EDF (2009-2017)
Il a ensuite rejoint l'Environmental Defense Fund (EDF), une organisation non gouvernementale de défense de l'environnement, créée aux États-Unis en 1967, basée à New York et forte (en 2020) d'environ 700 000 membres. Il en est finalement devenu le vice-président chargé des énergies propres et renouvelables, et directeur régional pour le Sud-Est du pays. 
Il y a passé plus de huit ans.

### Département de la qualité de l’environnement de Caroline du Nord (2017-2020)
En 2017, le gouverneur de la Caroline du Nord, Roy Cooper, le choisit comme secrétaire du Département pour la qualité de l'environnement de la Caroline du Nord. 
Lors de ce mandat, en 4 ans, « il a gagné le soutien de nombreux environnementalistes en tenant tête aux sociétés chimiques et énergétiques ». En janvier 2020, Michael S. Regan a obtenu un accord avec Duke Energy pour la plus grande décontamination de friches et sol pollué par les cendres de charbon de l'histoire des États-Unis.
L'entreprise s'est engagée à extraire et traiter 80 millions de tonnes de cendres dans sept de ses neuf dépôts de cendres de charbon. 
Son département a également ordonné à la société chimique Chemours de traiter et d'éliminer le substances per- et polyfluoroalkylées toxiques (PFAS), qu'elles déversaient dans le fleuve Cape Fear, en amont d'une source importante d'eau potable, et en lançant le Conseil de justice environnementale et d’équité de l’État, avec une charte pour conseiller le secrétaire sur la meilleure façon de faire progresser la justice environnementale et de promouvoir l'engagement communautaire, en particulier dans les communautés historiquement défavorisées et marginalisées,.
Il a aussi contribué à élaborer le Plan de la Caroline du Nord pour l'énergie propre, visant à réduire les émissions de gaz à effet de serre du secteur privé d'ici 2030 et finalement à s'orienter vers la neutralité carbone d'ici 2050. Ce plan contient aussi des recommandations et des objectifs d'accélération des innovations dans les technologies d'énergie propre, tout en créant des opportunités pour les communautés rurales et urbaines de la Caroline du Nord.
Michael S. Regan supervise aussi le Conseil inter-institutions de l'État sur le changement climatique, organisme qui a travaillé à faire progresser l'engagement du gouverneur Cooper pour atteindre la neutralité carbone avant 2020.

### Administrateur de l'EPA (2021-2025)
Le 17 décembre 2020, l'équipe de transition du président élu Joe Biden propose le nom de Michael S. Regan pour diriger l'Agence américaine de protection de l’environnement (EPA) dans sa future administration, sous réserve de confirmation par le Sénat. 
Premier homme noir à diriger l’EPA, il sera chargé d'aider à faire progresser l'engagement de l'administration Biden pour la protection du climat et de l’environnement, pour les énergies vertes et pour lutter contre les effets du racisme environnemental[pas clair]. 
Il aura à élaborer ou mettre à jour les réglementations de limitation des émissions de gaz à effet de serre des véhicules et de l’industrie, conformément aux engagement de Joe Biden qui a, lors de sa campagne présidentielle, mis l'accent sur la justice environnementale (visant 40 % des investissements de son plan climatique de 2000 milliards de dollars orienté vers les communautés défavorisées).
Michael S. Regan doit pour cela être aidé par un administrateur adjoint qui aura la charge de la division de recherche de l’EPA : l’Office de la recherche et du développement ou ORD, qui rassemble plus de 1000 scientifiques et ingénieurs, dont les évaluations et recherches doivent justifier les décisions réglementaires de l’agence) ; ils sont sans chef depuis huit ans, d’abord parce que les sénateurs républicains ont refusé de confirmer le dernier candidat proposé Barack Obama, puis parce que ni Scott Pruitt (climatosceptique nommé par Trump à la tête de l’EPA et démissionnaire), ni son successeur (l’avocat et lobbyiste Andrew R. Wheeler, également climatosceptique, n'ont jamais nommé personne à ce poste.
Michael S. Regan pourrait aussi nommer un scientifique en chef distinct, charger de représenter la science dans toute l’agence, en lien avec le « responsable de l’intégrité scientifique », poste dont l’importance pourrait être renforcée et situé aux côtés de l’inspecteur général de l’EPA (qui a autorité pour enquêter sur les délits, tels que les allégations de corruption ou de conflits d’intérêts dans l’agence).
Concernant le climat, Michael S. Regan agira en synergie avec notamment un envoyé du président, qui gérera les négociations internationales sur le climat, et d'un coordinateur veillant à ce que les objectifs soient atteints dans le pay. 
Après plusieurs années d’exposition de l’EPA au déni du changement climatique, « Regan hérite d'une Agence démoralisée par quatre ans passés sous le président Donald Trump » dont l’administration, peu après son arrivée au pouvoir, avait demandé une réduction de près d'un tiers du budget de l’agence, et le licenciement de plus de 20 % de ses 15 000 employés, effort demandé à aucune autre grande agence américaine (et finalement refusé par le Congrès américain, même si l'administration Trump a continué de tenter de paralyser l’EPA durant quatre ans, faisant que de nombreux cadres supérieurs en sont partis et que l'atmosphère de travail y est devenu délétère) : d’une manière sans précédent dans ce pays, les preuves scientifiques ont été ignorées, afin de réduire la protection de l'environnement et de la santé publique ; Selon Jeff Tollefson. Durant le mandat de Trump, de nombreux scientifiques de l’EPA ont été « largement mis à l'écart, ils ne pouvaient que regarder leur administration démanteler les comités consultatifs scientifiques, ignorer les preuves scientifiques et affaiblir les réglementations sur la pollution » et « plusieurs sources ont déclaré à Nature que les dirigeants de l’EPA avaient ignoré les plaintes déposées par le personnel qui affirmaient que des hauts responsables politiques avaient violé la politique d’intégrité scientifique de l’agence ».
Michael S. Regan pourrait s’appuyer sur le Bureau de la politique scientifique et technologique de la Maison-Blanche, supprimé par Trump, mais qui pourrait retrouver ses missions de coordination en matière scientifique dans les agences fédérales. L’éditorial de la revue Nature du 16 décembre 2020 encourageait la création de postes chargés de veiller à l’intégrité scientifique des autres agences fédérales, souhaitant par ailleurs protéger l’EPA de toute ingérence politique. Il suggérait de codifier dans la loi un cadre d'intégrité scientifique au sein de l'EPA et d'autres agences pour garantir la pérennité de celui-ci. Selon cet éditorial : « Sous Trump, les dirigeants ont utilisé le pouvoir de leurs bureaux pour revenir en arrière sur d'importantes réglementations environnementales et de santé publique. L’EPA a vécu la période la plus dangereuse de ses 50 ans d’histoire - l’administration de Biden a la possibilité de faire en sorte que l’agence ne se retrouve plus jamais dans la même situation ».
Selon Jeremy Symons (consultant en environnement à Arlington, en Virginie, qui travaillait avec Michael S. Regan à l'Environmental Defence Fonds), quand en 2017 Michael S. Regan a été nommé à la tête du Département de la qualité de l’environnement de Caroline du Nord, il s’est aussi trouvé confronté à des politiques favorables à l’industrie, lancées par l'ancien gouverneur républicain de l’État, mais il a su reconstruire l’agence et améliorer les processus de l’État sous-tendant la réglementation chimique et l’élimination des crassiers (cendres de charbon) des centrales électriques au charbon. 
Le 17 décembre 2020, l’« Environmental Protection Network » (EPN, ONG créée par des anciens de l'EPA pour alerter le public sur la casse de l’EPA par l'administration Trump) approuve la nomination de Michael S. Regan qui a, selon l’EPN, « les antécédents et l’expérience nécessaires » pour ce poste.
Sa nomination ayant été approuvée par le Sénat, il entre en fonction le 11 mars 2021.

### Réactions à sa nomination
Bien que généralement apprécié des organisations environnementales, Michael S. Regan s'est aussi parfois heurté au mouvement environnemental. En 2018, il a par exemple approuvé les permis pour le pipeline de la côte atlantique (projet qui a finalement été annulé). 
Mais l’annonce de sa nomination semble porteuse d’espoir pour de nombreux scientifiques et environnementalistes. Selon Leah Stokes, chercheur en politique climatique à l'université de Californie à Santa Barbara, sa nomination montre « un changement politique massif », qui dit-elle, « met le pays sur la bonne voie pour faire du changement climatique le centre de la politique économique ».

## Vie personnelle
En 2020, Michael S. Regan vivait à Raleigh (Caroline du Nord) avec sa femme et son fils.